# George Furey
George J. Furey, né le 12 mai 1948 à Saint-Jean de Terre-Neuve, est un enseignant et homme politique canadien.
Il est sénateur canadien représentant la province de Terre-Neuve-et-Labrador de 1999 à 2023 et président du Sénat du Canada de 2015 à 2023.

## Biographie

### Études et carrière
George Furey obtient des baccalauréats en arts et en éducation de l’Université Memorial en 1970. Il reçoit également une maîtrise en éducation de cette université en 1976. De 1969 à 1972, il enseigne au conseil scolaire catholique de St. John’s. De 1972 à 1978, il est directeur adjoint surveillant au conseil scolaire catholique de Port-au-Port, puis il est directeur surveillant au conseil scolaire catholique de Placentia-St. Mary’s de 1978 à 1980.
Après sa carrière en éducation, George Furey obtient un diplôme en droit de l’Université Dalhousie en 1983. Il est admis au Barreau de Terre Neuve en 1984 et devient, plus tard, associé au cabinet d’avocats O’Brien, Furey & Hurley, à St. John’s. En 1989, il est associé principal au cabinet O’Brien, Furey & Smith. Il est nommé conseiller de la reine en 1996.

### Engagement communautaire
George Fureydonne de son temps à un grand nombre de groupes de bénévoles, d’ordres professionnels et d’organisations provinciales, dont l’Association des enseignants de Terre Neuve, Scouts Canada, le comité d’éthique de l’hôpital St. Clare’s Mercy, le conseil de l’école secondaire Gonzaga et la commission provinciale des plaintes contre la police.

### Sénat du Canada
George Furey est nommé au Sénat du Canada sur recommandation de Jean Chrétien le 11 août 1999. Il siège sur plusieurs comités sénatoriaux et préside le Comité permanent de la régie interne, des budgets et de l’administration et le Comité permanent des affaires juridiques et constitutionnelles.
Le 29 janvier 2014, le chef du Parti libéral, Justin Trudeau, annonce que tous les sénateurs libéraux, y compris George Furey, sont exclus du caucus libéral et qu’ils devront continuer de siéger comme indépendants.

### Président du Sénat
Le 3 décembre 2015, le gouverneur général David Johnston sur avis du  premier ministre Justin Trudeau nomme George Furey à la présidence du Sénat en remplacement du sénateur Leo Housakos. Il se retire du caucus libéral indépendant lors de son entrée en fonction à la présidence du Sénat.
Dans ses nouvelles fonctions, George Furey préside à une réforme du Sénat. Dans son discours inaugural, il insiste sur la nécessité, pour le Sénat, de se réinventer et de jouer le rôle que lui a conféré la Constitution, soit celui d’une institution indépendante de « second examen objectif ».
Durant son mandat à la présidence du Sénat, George Furey remplit également diverses fonctions diplomatiques : il représente le Sénat et le Canada au pays et à l’étranger, il rencontre des dignitaires étrangers et visite de nombreux pays.
En 2020, le fils de Furey, Andrew, annonce sa candidature à la tête du Parti libéral de Terre-Neuve-et-Labrador. Il est élu chef en août 2020 et devient par le fait même premier ministre de Terre-Neuve-et-Labrador.